# Соснічка
Соснічка (пол. Sośniczka) — село в Польщі, у гміні Добжиця Плешевського повіту Великопольського воєводства.
Населення — 96 осіб (2011).
У 1975-1998 роках село належало до Каліського воєводства.

## Демографія
Демографічна структура станом на 31 березня 2011 року:
|          | Загалом | Допрацездатний вік | Працездатний вік | Постпрацездатний вік |
| -------- | ------- | ------------------ | ---------------- | -------------------- |
| Чоловіки | 41      | 7                  | 26               | 8                    |
| Жінки    | 55      | 11                 | 30               | 14                   |
| Разом    | 96      | 18                 | 56               | 22                   |